# 初恋1/1
『初恋1/1』（はつこいいちぶんのいち）は、tone work'sより2012年6月29日に発売された恋愛アドベンチャーゲームである。初回特典として「スペシャルファンブック」と「2枚組 オリジナルサウンドトラック」が付属した。ビジュアルアーツ20周年企画である。

## ストーリー
（出典：）
主人公・片桐祐馬は名門の公立校である星岡学園に通う2年生である。学園生活の折り返し地点になっても恋愛経験がなく、彩りのない学園生活を送っていた。
ある日、かねてから憧れていた生徒会長の真加辺碧が学食向上委員会の役員を募っていることを知る。碧に気に入られたいため、祐馬は役員に立候補する。不純な動機で始めた委員会ではあったが、祐馬は真剣に仕事に打ち込む。彼の熱意は学園に知れ渡り、学食向上委員会は少しずつメンバーを増やしていく。やがて、集まったメンバーの1人と祐馬は恋に落ちる。

## 登場人物

### メインキャラクター
片桐 祐馬（かたぎり ゆうま）
今作の主人公。どこにでもいそうなごく普通の少年。特技はおせっかいを焼く事と貧乏クジを引く事。困っている人や友人がいたら真っ先に自分を投げ出す人情家だが、後先を考えないで行動する為痛い目を見ることが多い。学園生活にどこか物足りなさを感じている。選挙演説を見た時から碧に憧れており、いつも集会では碧のスピーチだけは楽しみにしている。碧への見栄とささいな衝動がきっかけで学食向上委員会に立候補、委員会を復活させることを宣言する。
成績は進学校の星岡学園では中間層（シナリオ次第では大幅に変動する）。多少のリーダーシップも備えており、個性的な委員会メンバーをまとめている他、碧シナリオでは生徒会副会長として評判のいい仕事ぶりを見せている。責任感が強い面もあり、与えられた仕事は努力を重ねてやりぬき、投げ出すことは無い。
その時々のメンタルが実力や結果に出てしまうタイプでそれがシナリオ展開にも強く現れている（消極的なときは幾らでも周囲に流されてしまう反面、積極的なときは周囲を引っ張り物事を達成させていく）。そのためシナリオによっては典型的なヘタレとなることもある。
中学生時代はレギュラーと控えを行ったり来たりしながらもバスケットボールに熱心に打ち込んでいたが、部のエースが犯した不祥事を黙認させられる。暴露することもできたが、自分よりもはるかに実力が上の相手が晒している醜態にやるせなさを抱き、半ば罪を着せられる形で退部する。行き場のない熱意を勉強に向け星岡学園に入学したが、何かに熱中することが出来なくなっている。本人はバスケの才能などない、努力と熱意だけでやっていたと思っているが、周囲からはそれなりの期待をもたれてもいたようであり、叶のシナリオでも才能があるから続けるべきだと指摘されている（その腕前は僅かな練習時間で3Pシュートを高確率で連続成功させることが出来たり、全国レベルの実力者である叶と1on1で伯仲した勝負が出来るほど高い）。
親友の袴田と杉山とは中学からの付き合いで気心の知れた間柄。基本的には無茶をする2人へのツッコミ役となっていることが多いが、2人に押し切られる事も。男3人互いに何でも言い合える良好な関係でエロDVD鑑賞会も開いたりする。
シナリオによっては一途に想いを貫く好青年であったり、不甲斐ない姿ばかりを見せてしまったりと差が大きい。多くの人物から真面目と評されるが天然で鈍感。結構な負けず嫌いであり、岸とは碧との折り合いで常にいがみ合っている。本人が鈍感で恋愛に疎いこともあるが、女性に対して真摯で誠実、優しいことから女生徒からの隠れた人気が根強くあるようで、特にそうした面が強い叶・摩耶のシナリオではヒロインたちが嫉妬するほどである（周囲と仲が良くない摩耶ですら祐馬が人気であることを知っていた）。逆に雪乃・瑠奈シナリオでは事実に反して女をとっかえひっかえする等といった悪評も出ている。
委員会復活の宣言などにも見られるように、自らの意に反した突拍子もない言動・行動を取ることが多々ある。時には騒動の種となるが、その行動に感化される人間も多い。碧シナリオではそれが顕著に表れており、選挙で奇抜な演説をして岸に次ぐ得票数を獲得したり、碧を立ち直らせるきっかけとなったりもした。
真加辺 碧（まかべ みどり）
声 - 一色ヒカル
身長：162cm。スリーサイズ：90/57/86
星岡学園の生徒会会長。品行方正を絵に描いたような、非の打ちどころのない優等生。優しくも凛とした佇まいは、多くの生徒から羨望の眼差しを集めている。非常に厳格な家庭に育っており、バイト・携帯・恋愛のすべてを禁止されている。勉強や生徒会活動に充実感を覚えているものの、どこか本当の学園生活を楽しめていないのではと感じている。
非常に素直で純粋な性格。委員会メンバーからは総じて真面目と評されており、冗談半分で訊かれた事柄にも訊いた当人が申し訳なく思うほど真剣に考えてしまう。近づき難い佇まいのため今まで告白されたこともなく、自分に人気があることに気づいていない。
異性と付き合った経験がない分、付き合った相手には一途に尽くす。普通の恋愛というものに憧れており、定番のデートスポットを巡る際は嬉しがっていた。また深く想うが故に考え込んでしまう癖があり、そのせいで別れた後にもかかわらず、受験勉強に集中できず成績を大きく落としてしまったこともあった。
家庭、特に父親からの行き過ぎた生活指導の影響でラーメンすら満足に食べたことが無いという現代の日本人とは思いがたい人生を送っていたりと、彼女の人格形成には父親の影響が非常に強いが、それを不自然で疎ましいと思う心も持ち合わせている。
森野 雪乃（もりの ゆきの）
声 - 小倉結衣
身長：158cm。スリーサイズ：83/56/83
少女漫画が大好きな幼馴染。温和な独特の雰囲気で周囲の人間を和ませるも、締める場所はしっかりと締める空気の読める人物。その心優しさで男子からの人気は高い。元々は図書委員をしていた。
家事全般が得意で好物は甘い物。しかし、太ることを警戒して色々と葛藤がある様子。
祐馬にとっては一番の理解者。祐馬とは物心付く前からの付き合いで常に一緒にいる事から周囲から「付き合っているのでは？」という声は絶えず付きまとうが、それをハッキリと否定できないでいる（表面に出してはいないが雪乃自身は祐馬に想いを寄せ続けているのは事実）。いついかなる時も祐馬の味方であり支えになってくれる得がたい存在でもある。
子供のころから少女漫画の大ファンで図書室に専門コーナーを作る計画まで用意したが岸によって没にされる。一見すると奥手なのだが過激な少女マンガの影響で性的な知識自体は極めて豊富である。
他者を悪く言う事や揉め事や暴力を振るうようなことは一切しない極めて温厚で大人しい性格。その為何かを争ったり主張するようなことは苦手で、自分から一歩引くことで物事を解決する（相手に解決してもらうとも受け取れる）ようにしている。学校の成績は比較的良い部類に入る。
藤川 瑠奈（ふじかわ るな）
声 - 桃井いちご
身長：149cm。スリーサイズ：82/52/81
祐馬と雪乃の幼馴染の少女。祐馬に対し憧れのような感情を抱き、大人っぽくなった自分を見せて逆に惚れさせてやろうと画策しているものの、子供そのものの性格のため空振り気味。そのため「女子力」なるものを日々研究して女磨きに精を出している。
内弁慶な性格で初対面の相手とは上手く話す事も出来ないが、一度打ち解けるとフランクに接するようになる。
あわてん坊でそそっかしく、良くものを考えず見栄を張るため頓珍漢な受け答えをして自爆することが多い。基本的には寂しがり屋で優しい思いやりのある少女である。
かつて祐馬の近所に引っ越した当初はいじめっ子に泣かされる毎日であったが「いじめっ子が気に入らない」との理由で仕返しを持ちかけた祐馬が、相手の苦手なカエルを雨あられと頭上から降らせるという作戦で撃退したことでカエルを事のほか気に入り、以来カエルやカエルグッズをお守りのようにし可愛がるようになった（「カエルさん」とさん付けで呼ぶ）。
月島 叶（つきしま きょう）
声 - 夏野こおり
身長：161cm。スリーサイズ：86/57/84
祐馬の新しいクラスメイト。思ったことは遠慮なく投げつけてくる明朗快活な性格。よく祐馬を手玉に取って遊んでいるが、普段は面倒見のいい姉御肌。実家はピザ屋（ピザムーン）を営んでおり、ピザを馬鹿にされると瞬間でキレる。母親は既に他界している為父子家庭。
制服の胸元を半ばはだけさせるなどラフな格好やスポーティで動きやすい服装を好み下着もスポーツブラ等実用性メイン。黄色のリボンで止めたサイドポニーテールが特徴。
サバサバとした性格で思いついたら即実行に移す行動力を持ち非常に活動的。学食委でもいつの間にか進行役になっている等リーダーシップも持ち合わせ周囲を引っ張っていくタイプ。冗談半分で学食委の委員長の座も狙っている。学食にピザムーンのピザを売り込む事も彼女が委員会に参加する理由である。
ピザに対する愛情はそのまま父親への愛情でもあり、ピザを焼く父親の姿には強い尊敬も抱いている（「お母さんはその後姿に騙されたんだ、って言ってた」）。反面、自分の恋愛に公私混同で口を挟もうとする父親には容赦無く蹴りを入れるなど手厳しいリアクションをとる。ピザムーンでは「チーフ」と呼ばれバイトを統括している。
席が隣同士で初対面から馬が合った祐馬とは悪友感覚で授業中でもふざけあっていたりする。授業態度はあまり良いとは言い切れないが、「本番に強い」という言の通りテストの成績は毎度良好。誰とでも仲良くなれるタイプでクラスでも浮いている摩耶とも一緒に祐馬をからかって遊ぶ等している。負けず嫌いで勝負事は真剣そのもの。
しかし、恋愛経験などはからっきし、とても純情でなかなか素直になれない。年頃なのでそれなりに興味もあり、叶ルートでは祐馬から没収したDVDで研究をした事もあるほど。
バスケの特待生で中学時代からその実力は抜きん出ており、3Pシュートを打たせたら右に出る者はいないといわれ、そのシュートフォームの美しさは祐馬が「理想」と言い切るほど。ポジションはシューティングガード。現在は休部中。
鴇崎 摩耶（ときざき まや）
声 - 真中海
身長：165cm。スリーサイズ：87/54/85
祐馬と同じクラスになったクールな美女。自他ともに認める不真面目生徒で同級生から一線を引かれているが、本人は全く気にしていない。「岬まや」の名前で幼い頃は天才子役として名を馳せていたが、現在は芸能業から身を引いている。その頃のことを決して語ろうとせず、興味本位で質問することを許さない。 入学式の騒動で祐馬がなくした携帯を拾ったことで知り合うようになる。事あるごとに祐馬を「童貞の癖に」とからかい、おもちゃにしているが、互いに「なんとなく気になる」という付き合い。
授業態度は良くないが成績は極めて優秀で、授業を聞き流しているだけなのに進学校の星岡学園でテストの成績は上位クラス。自分にも他人にも厳しい完璧主義者で妥協は許さず、自己採点するときは常に辛口で何事にも向上心を持っている。碧の作ったカップケーキの出来に対抗心を燃やしたりとかなりの負けず嫌いでもある。
子役時代のトラウマから強いカメラ恐怖症で、携帯の写真に写ることすら強い抵抗と拒絶反応を持っている（文字通り卒倒してしまう）。その為祐馬の携帯の着信アバターは彼女自身が選んだ『黒猫』のイラストとなっている。
感情をなかなか面に出さない事と高い演技力で人を煙に巻いたり、そっけない態度とつかみどころの無いようではあるが、実際にはとても仲間想いで優しい性格をしている。周囲をよく観察しており機転もきき、仲間をさりげなくフォローしている。 親密になった相手には非常によく絡むようになり冗談でとんでもない要求をしたり心にも無い態度をとったりするが、実際にはプレゼント自体より相手の真心や気遣いに強く惹かれる（故に思った事を素直に告げ行動する祐馬に恋心を抱くようになる）。
母親が一切やらない為あらゆる家事は高水準でこなせる。無職であるのに浪費家で身勝手かつ無駄にプライドが高く家庭や娘を顧みない（金のなる木程度に扱っている節が多々ある）母親を嫌っており、そのため夜遅くなっても帰宅しないことが多い。生活費もかつての自分の貯金なので非常に倹約家。
素行不良とミステリアスな態度から大人びて見えるが恋愛経験は無く、とても純情でそういった知識も多い方ではない。他のヒロイン達と違い、祐馬と進展するきっかけは「嫉妬」（特に祐馬が元々憧れていた碧に対して強い反応を示す）と独占欲も強く、愛した相手への依存度もかなり強い。反面世話焼きでもある為一見すると相手を尻に敷いているだけにも見られるが、献身的な尽くすタイプでもある。幼い頃に家庭が崩壊した経験からか、愛した相手への強い結婚（家庭）願望と妊娠願望も持ち合わせている（初体験から避妊は考えていない節が見られる）。
何を食べても肉にならない体質らしく、それを聞いた雪乃に多大な衝撃を与えている。

### サブキャラクター
杉山 馨（すぎやま かおる）
声 - いちごみるく
祐馬の友人でテニス部所属。スポーツマンらしい熱血漢だが、常に情熱（ほとんどが性的な意味で）を持て余しており祐馬や光邦からは変態扱いされている。常にテンションが高く、声が大きい。隣の席になった女の子を無条件で好きになるほど惚れっぽい。
極度の照れ屋であり実は気も小さくあがり症。その為非常に優れたテニスの腕前も本番では振るえないでいたり、緊張しすぎてすぐに気分を悪くしてしまうといった面もある。さらには運動の際に飲むスポーツドリンクは自分で作ったものでないと腹を壊してしまう。妄想力はたくましいが、友人思いの好漢である。
袴田 光邦（はかまだ みつくに）
声 - 永倉仁八
祐馬の友人で将棋部所属。一癖ある雰囲気を醸し出しているが、趣味はナンパ（成功率は低い）。「天才軍師」を自称し、偏った知識で祐馬をサポートしようとする。将棋の腕前はお世辞にも高いとは言えず、将棋部内で敗北を100以上重ねている。エロDVDをコレクションすることにも念入りで友人3人で鑑賞会を開く事もある。加えて文化系らしく運動能力はかなり低いのでちょっとしたランニングでもあっという間にバテてしまう。
その恋愛知識はかなり怪しいが祐馬が周囲と揉めそうになるとすかさずフォローを入れたりと友情に厚い男でもある。
吉沢 愛里（よしざわ あいり）
声 - 平野響子
祐馬のクラスの担任教師。大人びた雰囲気だが中身は根っからの体育会系。今時珍しい「（バケツに水満載で）廊下に立っていろ」「グラウンド○○周（怒りの度合いで数十 - 1億周）」という恐ろしい罰を下すことで有名で一部生徒からは恐れられている（袴田からはそのせいで彼氏がいないと思われている）。
担当は公民でテニス部と学食委の顧問でもある。教師としてはまだ若く、スタイルも抜群に良い。祐馬の冗談を真に受け学生服を着ることにも意欲的だったりと、真面目で余り冗談は通じない方である。
製品発売カウントダウン動画では「自分も攻略される用意がある！」と熱弁をふるっている。
岸 聖哉（きし せいや）
声 - 吉野一平
生徒会副会長。真面目な性格だが慇懃無礼で、他人（特に自分より成績が劣っている者等）を見下す傾向がある。祐馬達とはウマが合わず、たびたび険悪な雰囲気となる。特に祐馬に対しては碧の事もあって目の敵にしている。
叶からは「ポスター」なる弱みを握られている。
安永 由香里（やすなが ゆかり）
声 - 如月葵
星岡学園女子バスケットボール部キャプテンで祐馬達とは同学年。ショートカットとやや釣り気味の眼差し、引き締まったスレンダーなスタイルが特徴的。クールな性格で「甘さは優しさではない」と言い切り自他に厳しい努力家。部内からの信頼は篤い。
中学時代に対戦した叶のプイレイスタイルに憧れて、彼女のシュートフォームは叶のそれを徹底的に研究した物で本人以上に詳しい。中学時代は叶と同じシューティングガードだったが同じ高校になった自分は彼女を補佐する為にポイントガードになった程叶を信頼している。
叶がバスケ部に戻ってこないその真の理由を全て察しており、そのいつまでも楽なことに逃げている態度に落胆と怒りを隠せないでいる。
家族がピザムーン（叶の家業）のピザ愛好家でもある。由香里自身の好みは「トリプルチーズピザ」。
岡嶋（おかじま）
声
雪乃ルートにのみ登場。立ち絵は無い。星岡学園テニス部所属の期待の新人。ルックスが良く爽やかで女子にも人気だが一部女子からは「中身スカスカ」等と呼ばれている。
しかし、本編では熱心且つ一途に雪乃に想いを寄せている。先輩の杉山にも可愛がられていたりと決して悪人ではない。

## スタッフ
- ディレクター：丘野塔也
- 原画：唯々月たすく、恋泉天音、秋野すばる
- シナリオ：丘野塔也、魁、今科理央
- SD原画：柚木ガオ
- 音楽：井内舞子、MANYO、水月陵、どんまる、しょうゆ

## 主題歌
主題歌「桜舞う坂を、君と歩く」
作詞 - 丘野塔也 / 作曲・編曲 - 中山真斗（Elements Garden） / 歌 - KOTOKO
真加辺碧イメージソング「さよならのコトバ」
作詞 - 丘野塔也 / 作曲・編曲 - MANYO / 歌 - 中恵光城
森野雪乃イメージソング「乙女髪Try-Angle」
作詞 - 魁 / 作曲・編曲 - 水月陵 / 歌 - 茶太
藤川瑠奈イメージソング「女子力向上宣言!」
作詞 - 白矢たつき / 作曲・編曲 - 竹下智博 / 歌 - nao
月島叶イメージソング「Reflection moon」
作詞 - 魁 / 作曲 - milktub / 編曲 - 宮崎京一 / 歌 - AiRI
鴇崎摩耶イメージソング「Divine Beast」
作詞 - 丘野塔也 / 作曲・編曲 - 黒川陽介 / 歌 - 彩音
挿入歌「リノリウム、駆ける音色」
作詞 - 丘野塔也 / 作曲・編曲 - どんまる / ストリングスアレンジ - 古川健次 / 歌 - 霜月はるか
藤川瑠奈エンディング「消せない気持ち」
作詞 - 白矢たつき / 作曲・編曲 - 竹下智博 / 歌 - Kicco
鴇崎摩耶エンディング「どこまでも続く世界」
作詞 - 丘野塔也 / 作曲・編曲 - Meeon / 歌 - 山本美禰子
エンディング「あしあと〜a Happiness Marker〜」
作詞 - 魁 / 作曲・編曲 - 井内舞子 / 歌 - 川田まみ

## 関連商品
初恋1/1 Vocal Collection
2012年7月27日発売。全10曲収録。品番はTWCD-0003。ジャケットイラストは真加辺碧。